# Vito Ievolella
Vito Ievolella (Benevento, 4 dicembre 1929 – Palermo, 10 settembre 1981) è stato un carabiniere italiano, vittima della mafia.

## Biografia
Dopo l'arruolamento nell'Arma dei Carabinieri (1948), Ievolella fu destinato alla Legione di Alessandria. Nel biennio 1958-1959 frequentò il corso Allievi Sottufficiali della Scuola di Firenze, terminato il quale fu assegnato in forza alla Legione di Palermo. In particolare, prestò servizio presso le stazioni di Palermo Centro e di Palermo Duomo.
Nel 1965 fu trasferito al nucleo investigativo del Comando di Gruppo. Fu impegnato nella Stazione dei Carabinieri "Duomo" e guidò la Stazione "Falde", corrispondente al territorio dell'attuale quartiere di Monte Pellegrino. Fu trasferito alla Caserma "Carini", in Piazza Giuseppe Verdi, dove prestò servizio fino al giorno della sua scomparsa. Nella Caserma “Carini” coordinò le attività del reparto "Delitti contro il patrimonio" del Nucleo Investigativo del Comando Provinciale dei Carabinieri di Palermo.
I risultati ottenuti grazie alle sue tecniche investigative furono ricompensati da 7 encomi solenni e da 27 apprezzamenti del Comandante generale dell'Arma dei Carabinieri.

## Omicidio
Ievolella, sottufficiale dei carabinieri, fu ucciso a Palermo il 10 settembre 1981 da quattro killer, armati di pistole calibro 7,65 e fucili caricati a pallettoni, che, appena scesi da una Fiat Ritmo rubata, fecero fuoco in direzione del maresciallo. Il mezzo usato dal commando fu dato alle fiamme e abbandonato in via Caruso, dove fu ritrovato dai carabinieri. Fu chiaro immediatamente che l'assassinio del maresciallo Ievolella era da inquadrare in un programma mafioso teso all'eliminazione di quanti si opponevano all'espansione degli interessi criminali. E Ievolella era molto noto negli ambienti investigativi per le sue capacità professionali, per l'impegno e per la determinazione nel fare luce tanto sul delitto comune quanto su quello mafioso.
Proprio per il suo indiscusso valore aveva ricevuto sette encomi solenni e quattordici lettere di apprezzamento del comandante generale dell'Arma. Un valore riconosciuto anche dalla stampa dell'epoca, che lo aveva ribattezzato "segugio temuto dai boss" e "specialista in casi difficili". Un'indagine del 1980 si concluse con un rapporto denominato "Savoca Giuseppe + 44", che denunciava i componenti della famiglia mafiosa Spadaro della Kalsa per associazione a delinquere, contrabbando di sigarette, traffico di stupefacenti ed omicidio.
Vennero subito arrestati e processati due pregiudicati della Kalsa, Santo Barranca e Giuseppe Di Girolamo, come esecutori materiali del delitto perché vennero notati da un testimone, Pietro La Piana, alla guida dell'auto usata poi dai sicari per compiere l'agguato ma nel 1988 la I sezione della Cassazione presieduta da Corrado Carnevale annullò per ben tre volte la condanna all'ergastolo nei confronti di Barranca, che venne definitivamente assolto da ogni accusa.
Nel 2001 l'indagine sull'omicidio del maresciallo Ievolella venne riaperta a seguito delle dichiarazioni dei collaboratori di giustizia Salvatore Cucuzza, Giuseppe Marchese e Salvatore Cancemi, i quali si autoaccusarono di aver partecipato al delitto insieme a Pino Greco detto "Scarpuzzedda", Filippo Marchese, Giovanni Fici e Mario Prestifilippo, tutti assassinati nel corso della guerra di mafia degli anni '80. Nel 2003 la Corte d'assise di Palermo condannò all'ergastolo come mandante il capomafia della Kalsa Tommaso Spadaro e, tra gli esecutori materiali, Giuseppe Lucchese mentre Pietro La Piana venne condannato a sei anni e mezzo di carcere per calunnia; i collaboratori Cancemi e Cucuzza ebbero invece dieci anni con lo sconto di pena previsto per i collaboratori di giustizia.